# Diploë
Le diploë est la couche osseuse de la voûte crânienne comprise entre les lames interne et externe de la calvaria.

## Structure
Le diploë est formé d'os spongieux dont les travées sont occupées par de la moelle osseuse rouge.
Il est drainé par les veines diploétiques autour desquelles se forment les canaux du diploë.

## Étymologie
Du grec ancien διπλόη ( diplóē, « littéralement, un pli ») féminin de διπλόος ( diplóos, « double »)